# Pedro Caro
Pedro Caro fue un político peruano. 
En 1826 fue elegido como diputado de la provincia de Tinta para el congreso de 1826 que, en teoría, debía aprobar la Constitución Vitalicia del dictador Simón Bolívar. Fue elegido por la provincia de Canchis como miembro del Congreso General de 1839 que expidió la Constitución Política del Perú de 1839, la quinta de la historia del país, durante el segundo gobierno del mariscal Agustín Gamarra. 